# Фондация „Конрад Аденауер“
Фондация „Конрад Аденауер“, регистрирано общество, (Konrad-Adenauer-Stiftung e.V.) е политическа фондация, близка до немската партия Християндемократически съюз. Председател на фондацията е бившият председател на Европейския парламент Ханс-Герт Пьотеринг, а генерален секретар – бившият генерален секретар на Федералното министерство на образованието Михаил Тилен.

### Възникване, принципи, цели и задачи
Ръководните принципи на фондацията са свобода, справедливост и солидарност.
Организацията е създадена през 1955 г. под ръководството на Бруно Хек за провеждане на християн-демократическа просветителска и образователна работа, от 1964 г. носи името на първия федерален канцлер на Федерална република Германия Конрад Аденауер. В страната и зад граница фондацията Конрад Аденауер се занимава с политическо образование, застъпва се за укрепване на европейската интеграция, способства развитието на изкуството и културата, нейни стипендианти са даровити студенти и аспиранти, специалисти на фондацията документират и изучават историята на развитие на християн-демократическото движение. Както и други фондации, близки до съответните политически партии, фондацията представлява генератор за идеи на Християндемократическия съюз, които могат да бъдат възприети от обществото формирайки общественото мнение.

### Структура
Освен щаб-квартирата разположена в близост до бившата столица на ФРГ Бон, фондацията има два образователни центъра, единия в двореца Айхолц в Северен Рейн-Вестфалия, вторият в дворца Вендгребен в Саксония-Анхалт, 16 регионални образователни центрове, академия в Берлин, а също международен конгрес – център Villa la Collina на север от Италия. С изучаване на историята на християнската демокрация в Германия и Европа се занимава архивът на християн-демократическата политика с неговия богат източников фонд, в това число и на съвременни носители, както и специализирана библиотека с фонд от над 157 000 наименования. В рамките на програмата за поддържане на талантливи изследователи се раздават степендии на немски студенти, специалисти, чуждестранни изследователи. Съществува също академия за журналисти.

### Задачи на фондацията зад граница
Зад граница фондацията има 70 бюра финансиращи работата по 200 проекта в 120 страни. Фондацията поддържа близки по дух политически партии и организации. Партньори на фондацията са християн-демократически или дяснолиберални партии. В бившите социалистически страни фондацията разкрива представителства в началото на 90-те години. Българското бюро се ръководи от д-р Марко Арндт сменил пенсиониралия се Андреас фон Белов от 1 март 2011 г.
В България партньори на фондацията са Фондация „Демокрация“ създадена през 1991 г., „Фондация Демократична Алтернатива“ създадена през 2003 г., „Европейски институт“ основан през 1999 г., фондация „Демократичен институт“, Софийски университет, фондация „Медийна демокрация“ основана през 2007 г. Фондация Конрад Аденауер е ключов фактор за десните партии в България.
Фондацията финансира специална „Медийна програма Югоизточна Европа“. С тази цел в София през 2007 г. е открито регионалното програмно бюро и подпомогната регистрацията на фондация „Медийна демокрация“ за съвместна работа в България.

## Други немски политически фондации
- Фондация Роза Люксембург („Леви“)
- Фондация Курт Левенщайл (Социалистическа младеж на Германия – Фалкон)
- Фондация Фридрих Еберт (Германска социалдемократическа партия)
- Фондация Хайнрих Бьол (Съюз 90/Зелените)
- Фондация Фридрих Науман (Свободна демократическа партия)
- Фондация Ханс Зейдел (Християн-социален съюз)